# トレニ
『トレニ―預言者エレミアの哀歌』（Threni id est lamentationes Jeremiae Prophetae）は、イーゴリ・ストラヴィンスキーが1958年に作曲したラテン語の宗教曲。
全曲を十二音技法で書いたストラヴィンスキー最初の曲である。音列を使用するようになってから書かれたストラヴィンスキーの音楽には小品が多いが、その中にあってこの曲はもっとも大規模である。

## 題名と歌詞
『トレニ』は旧約聖書の哀歌のギリシア語名 Θρῆνοι をラテン語化した形であり、意訳である「Lamentationes」と同義に用いられる。
歌詞はウルガタ版の哀歌第1・3・5章からの引用である。5章以外はヘブライ語原文がヘブライ文字の各文字ではじまるが、ウルガタ聖書ではヘブライ文字を各章の冒頭にあげている。ストラヴィンスキーはこのヘブライ文字も歌詞のうちに含め、効果的に使用している。

## 作曲の経緯
『カンティクム・サクルム』と同様、ヴェネツィア・ビエンナーレ現代音楽祭のために、1957年から1958年にかけて作曲された。現代音楽祭の主催者であったアレッサンドロ・ピオヴェザンが音楽祭開催を前にして没したため、ピオヴェザンの思い出に献呈された。
この曲はおそらくエルンスト・クルシェネクの『預言者エレミアの哀歌』に影響されている。

## 演奏
1958年9月23日にヴェネツィアのサン・ロッコ大信徒会でストラヴィンスキー自身の指揮により初演された。
フランス初演は1958年11月14日にピエール・ブーレーズのドメーヌ・ミュジカルによってパリのサル・プレイエルで、やはりストラヴィンスキーの指揮によって行われたが、準備不足のためにひどい演奏で、聴衆は馬鹿にした。ストラヴィンスキーは怒ってあいさつを拒み、二度とパリでは指揮しないと宣言した。

## 編成
- 独唱（ソプラノ、アルト、テノール2、バス2）と混声合唱
- フルート2、オーボエ2、コーラングレ、クラリネット2（アルトクラリネット持ちかえ）、バスクラリネット、サリュソフォーン、ホルン4、トロンボーン3（アルト、テナー、バス）、チューバ、フリューゲルホルン、ティンパニ、タムタム、ピアノ、チェレスタ、ハープ、弦5部

第2アルトと第3バスを加えて八重唱になる箇所があり、合唱のメンバーがソリストとして参加する。
管弦楽の規模は大きく、かつ特殊な楽器が多数使われている。しかし多数の楽器が同時に音を出すことは少なく、音は非常に薄い。声だけの箇所も多い。
フリューゲルホルン（スコア上では Bugle C-alto と記されている）はソロ楽器として大きな役割を果たす。ストラヴィンスキーによれば、ジャズのショーティ・ロジャーズの演奏を聴いて『トレニ』で使うことを思いついたという。
演奏時間は30分弱。

## 曲の構成
『カンティクム・サクルム』と同様、3部分に分かれた中央部分がさらに3つに細分されている。中央部分がもっとも長く複雑である。
- 序："incipit lamentatio Jeremiae Prophetae"
- De Elegia Prima（哀歌第1章1,2,5,11,20節）
- De Elegia Tertia（哀歌第3章）
  1. Querimonia（嘆き、1-6,16-21節）
  2. Sensus Spei（希望の感覚、22-27,34-36,40-45,49-57節）
  3. Solacium（慰め、58-66節）
- De Elegia Quinta（哀歌第5章1,19,21節）

全曲が十二音からなるひとつの音列で貫かれており、序にその主題が表われている。序の歌詞は「預言者エレミアの哀歌がはじまる」という意味であり、ソプラノとアルトの二重唱で、アルトは反行形になっている。
第1章は5つの節からなり、奇数節は合唱が音高を指定せずに語られる部分と歌われる部分がある。語りの部分の表情符号は「parlando sotto voce」（語るようにやわらかい声で）と書かれている。歌われる部分はテノール独唱とフリューゲルホルン、それに女声合唱が旋律を担当する。偶数節はテノールの二重唱である。ヘブライ文字部分は合唱によって弦楽器の伴奏で歌う。
第3章の最初の「Querimonia」はバス独唱からはじまって四重カノンまで、ひとりずつ増えていく。次の「Sensus Spei」はもっとも長く複雑で、ヘブライ文字によって8つの部分に分かれ、曲はもりあがりを見せる。「Solacium」は3つの部分からなり、それぞれ二重唱と木管、二重唱とホルン、四重唱と合唱によって歌われる。ヘブライ文字部分は常に合唱によって歌われる。
第5章はごく短い。ふたたび語る部分と歌う部分に分かれるが、最後は音列とその逆行・反行・逆反行形が同時にコラール風に歌われる。ホルンの四重奏が合唱の後に残り、静かに終わる。